# Vlag van Vreeswijk

Vlag van de gemeente Vreeswijk
(1959-1971)

De vlag van Vreeswijk is op 14 april 1959 bij raadsbesluit vastgesteld als gemeentevlag van de Utrechtse gemeente Vreeswijk. De vlag kan als volgt worden beschreven:
Zeven banen van blauw en geel, waarvan de hoogten zich verhouden als 7:4:7:4:7:4:7.
De vlag toont hetzelfde beeld als het gemeentewapen.
Op 1 juli 1971 is Vreeswijk opgegaan in de gemeente Nieuwegein. De vlag is daardoor als gemeentevlag komen te vervallen.

## Verwante afbeelding

Het wapen van Vreeswijk

Amerongen 
· Benschop 
· Breukelen 
· Doorn 
· Driebergen-Rijsenburg 
· Harmelen 
· Jutphaas 
· Kamerik 
· Kockengen 
· Leersum 
· Linschoten 
· Loenen 
· Loosdrecht 
· Maarn 
· Maarssen 
· Maartensdijk 
· Mijdrecht 
· Polsbroek 
· Snelrewaard 
· Stoutenburg 
· Vianen 
· Vinkeveen en Waverveen 
· Vleuten-De Meern 
· Vreeswijk 
· Wilnis 
· Zegveld 
· Zuilen